# Edvard Ø

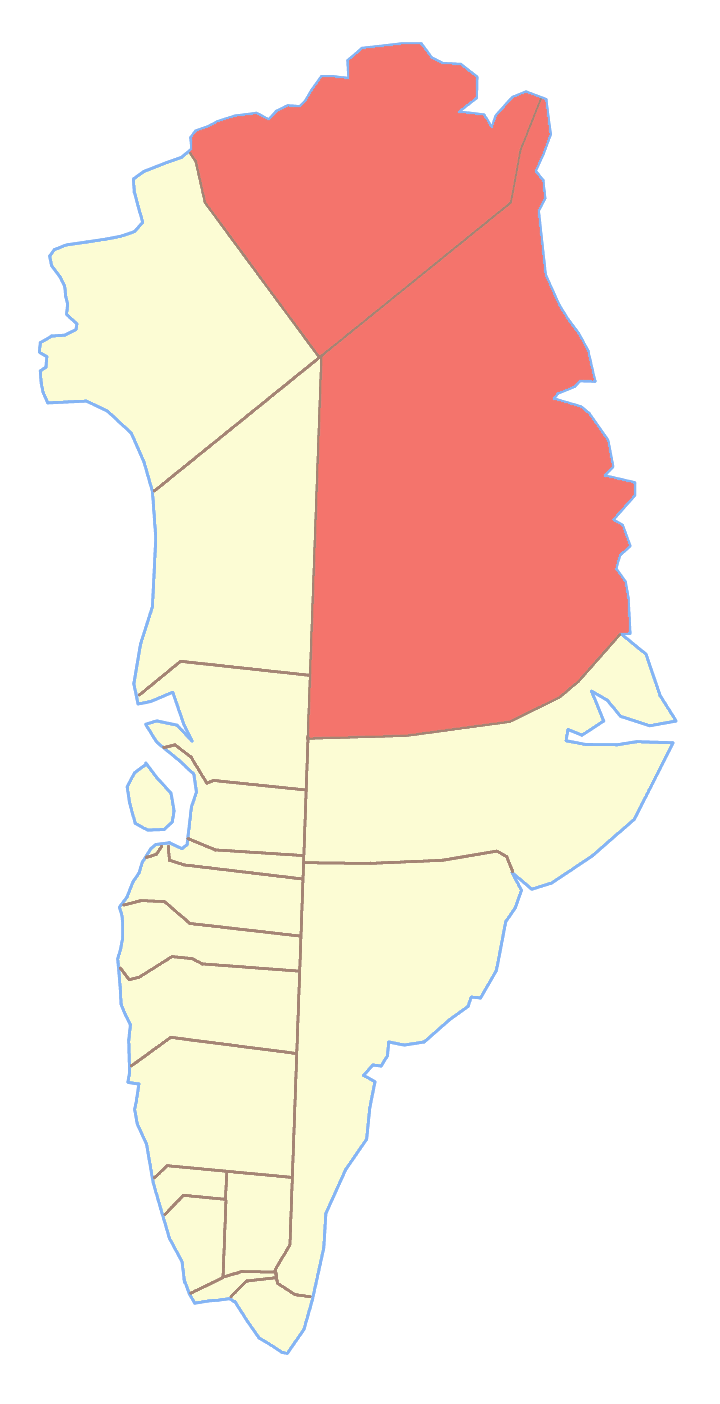
Parco nazionale della Groenlandia nordorientale, dove si trova Edvard Ø

Edvard Ø è un'isola disabitata della Groenlandia di 116 km². 
Prima della riforma municipale groenlandese faceva parte della contea della Groenlandia Orientale.
È situata nel Parco nazionale della Groenlandia nordorientale, fuori da qualsiasi comune.